# Unterpflasterbahn

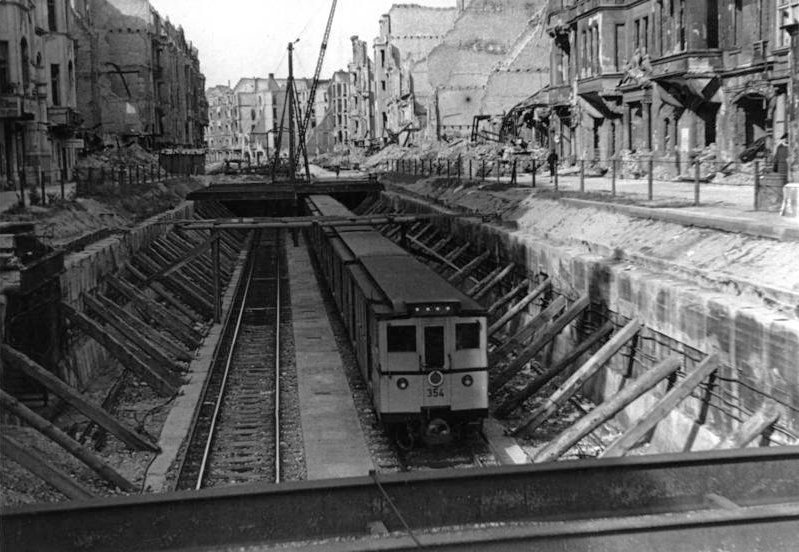
Offener Unterpflasterbahntunnel unter der Nürnberger Straße in Berlin, 1946

Unterpflasterbahn ist eine von Werner von Siemens geprägte Bezeichnung für Tunnel einer Eisenbahn, U-Bahn oder unterirdisch geführten Straßenbahn, die direkt unterhalb des Straßenpflasters verlaufen und in offener Bauweise hergestellt wurden.

## Geschichte
Charakteristisch für Unterpflasterbahnen sind die aus der Anfangszeit des U-Bahn-Baus stammenden unterirdischen Streckenteile der Linien U1, U2, U3 oder U4 in Berlin oder die M1 der Budapester Metro. Erst später entwickelten sich die technischen Hilfsmittel, um auch bei schwierigen – beispielsweise sandigen – Bodenverhältnissen bergmännische Tunnel in tiefer gelegene Bodenschichten anlegen zu können. Erste Röhrenbahnen, die in einem mittels Schildvortrieb gebauten Tunnel verkehren, gab es in London allerdings schon gegen Ende des 19. Jahrhunderts. Auch der in einigen Lagen hohe Grundwasserspiegel verhinderte an vielen Stellen den Bau tieferer Tunnel bis im späteren 20. und frühen 21. Jahrhundert entsprechende Technologien entwickelt und üblich wurden.
Des Weiteren sind auch unterirdische Strecken von Stadtbahnen teilweise als Unterpflasterbahn ausgeführt, wie im Rhein-Ruhr-Gebiet oder in Köln. Manche dieser durch straßenbahnähnliche Fahrzeuge befahrenen Strecken wurden in den Betrieb als Voll-U-Bahn umgestellt, wie dies bei Linie U2 der Wiener U-Bahn der Fall ist.

## Berliner Bauweise

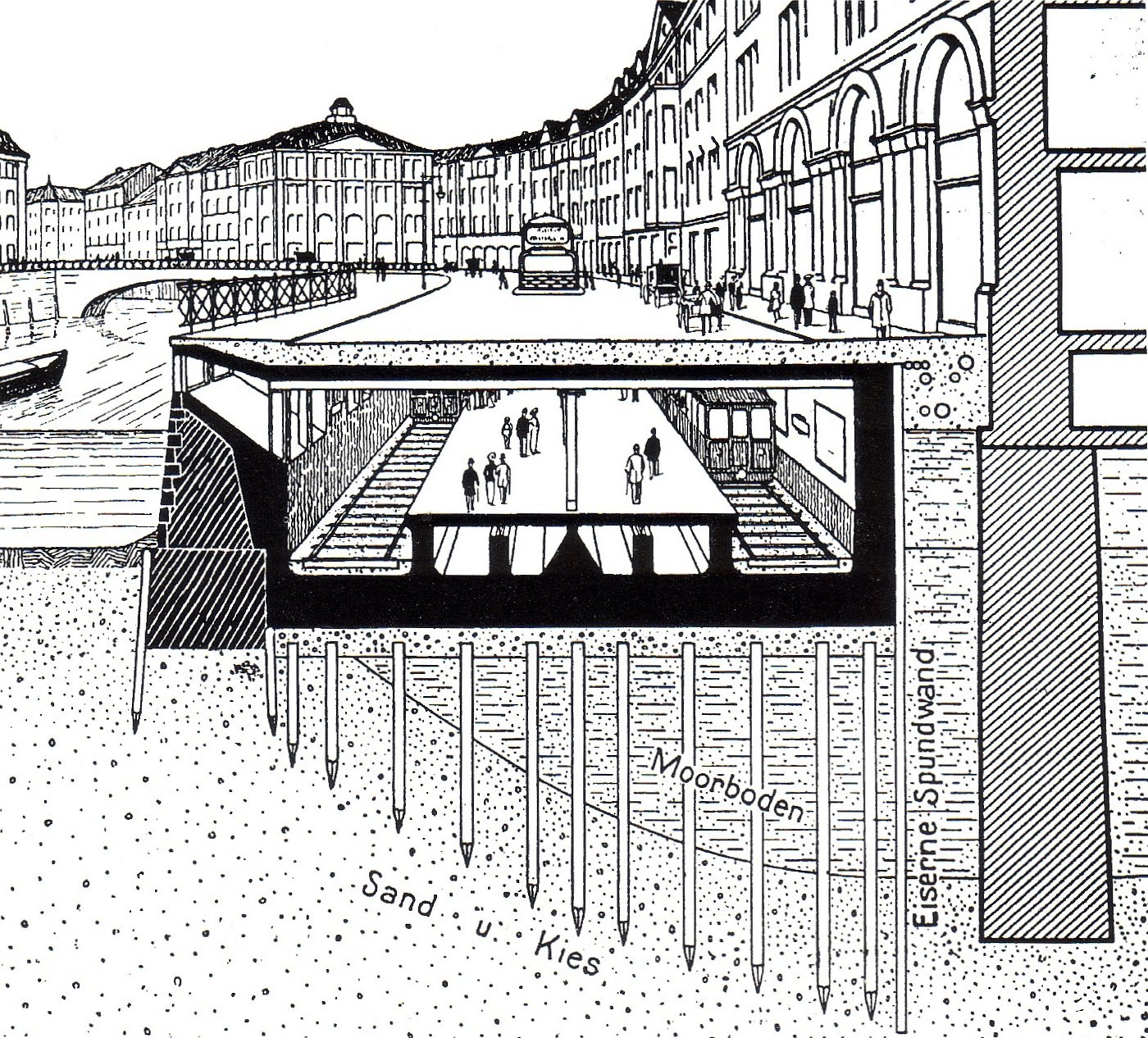
U-Bahnhof Spittelmarkt in Berlin als Beispiel einer Station der Unterpflasterbahn

Unterpflasterbahnen erhalten zur Verringerung der notwendigen Bauhöhe in der Regel eine aus Stahl und Mauerwerk oder Beton gebildete flache Decke, deren Höhe unter Verwendung von Zwischenstützen weiter reduziert werden kann, so die Bauweise der Berliner U-Bahn, bei der auch die Abdichtung gegen Grundwasser bemerkenswert ist. Bei sehr geringer Breite der Straße, in der die Unterpflasterbahn liegt, stellt man die Seitenwände des Unterpflastertunnels aus einer Verbindung von Stahl und Mauerwerk her, indem man die Stahlbauteile der Seitenwände und der Decke zu einem Ganzen verbindet. Die an den Stationen erforderliche Verbreiterung kann bei den Unterpflasterbahnen durch Auseinanderziehen der Seitenwände unter Verwendung einer stärkeren Deckenkonstruktion hergestellt werden.
Eine Unterpflasterbahn weist gegenüber einer bergmännisch aufgefahrenen U-Bahn spezifische Vorteile auf. Hierzu gehört der geringe Abstand zwischen Oberfläche und Tunneldecke, was eine schnellere Realisierung der zu bauenden Strecken sichert. Dies kommt auch bei Modernisierungen zum Tragen. Die Transferzeit von der Straßenoberfläche zum Bahnsteig ist wesentlich geringer als bei Bahnhöfen in tiefen Lagen mit ihren verzweigten Zugangsanlagen. Nachteilig ist, dass bei Unterpflasterbahnhaltestellen die Zugangstreppen in der Regel nur direkt vom Bahnsteig zur Oberfläche führen, so dass diese bei Mittelbahnsteigen meist inmitten der Straßenfahrbahn enden. Im Falle von Seitenbahnsteigen sind zwei voneinander getrennte Zugangsbauwerke erforderlich. Weitere Nachteile gegenüber einer tieferen Lage im Erdboden ergeben sich durch den Bau unmittelbar unterhalb der Straße, da witterungsbedingte Straßenschäden schneller zu Schäden auf den Gleisanlagen sowie Stromversorgungsinfrastruktur führen können.

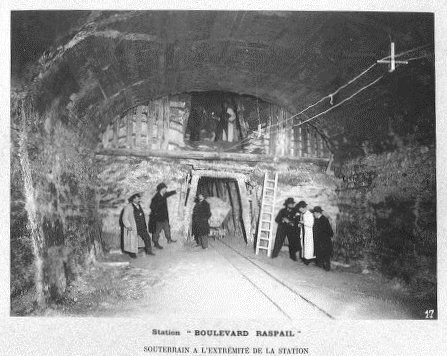
Belgische Bauweise an der Pariser Métrostation Raspail der heutigen Linie 6 – oben der nahe der Straßenoberfläche liegende Pilotstollen

Des Weiteren kann in den auf dem Tunnel liegenden Straßenräumen nur begrenzt eine Begrünung erfolgen (z. B. in Kübeln oder Hochbeeten) oder können nachträglich Versorgungsmedien (Kabel, Trink- oder Abwasserleitungen) eingebracht werden. Auch wirkt sich die räumliche Nähe bzw. die direkte Verbindung zwischen Tunnel und Gebäuden auf die Übertragung von Erschütterungen durch fahrende U-Bahn-Züge aus, die deutlicher wahrgenommen werden.
Zum Zeitpunkt des Baus der ersten Unterpflasterbahnen war der Luftkrieg kaum etwas, das beim Bau städtischer Infrastruktur bedacht worden wäre (auch wenn bereits 1849 im ersten italienischen Unabhängigkeitskrieg ein Luftangriff mittels Ballons auf Venedig durchgeführt wurde). Später jedoch wurden einige U-Bahn-Systeme explizit mit der Nebenfunktion als Luftschutzbunker gebaut und geplant. Die U-Bahn Moskau (Zweiter Weltkrieg) und die U-Bahn Kiew (russisch-ukrainischer Krieg) mit ihren tiefen Tunneln mussten sich in dieser Funktion im Ernstfall bereits beweisen. Unterpflasterbahnen wie Berlin bieten – wie sich auch bei den Luftangriffen auf Berlin herausstellte – demgegenüber nur eingeschränkt Schutz.

## Belgische Bauweise

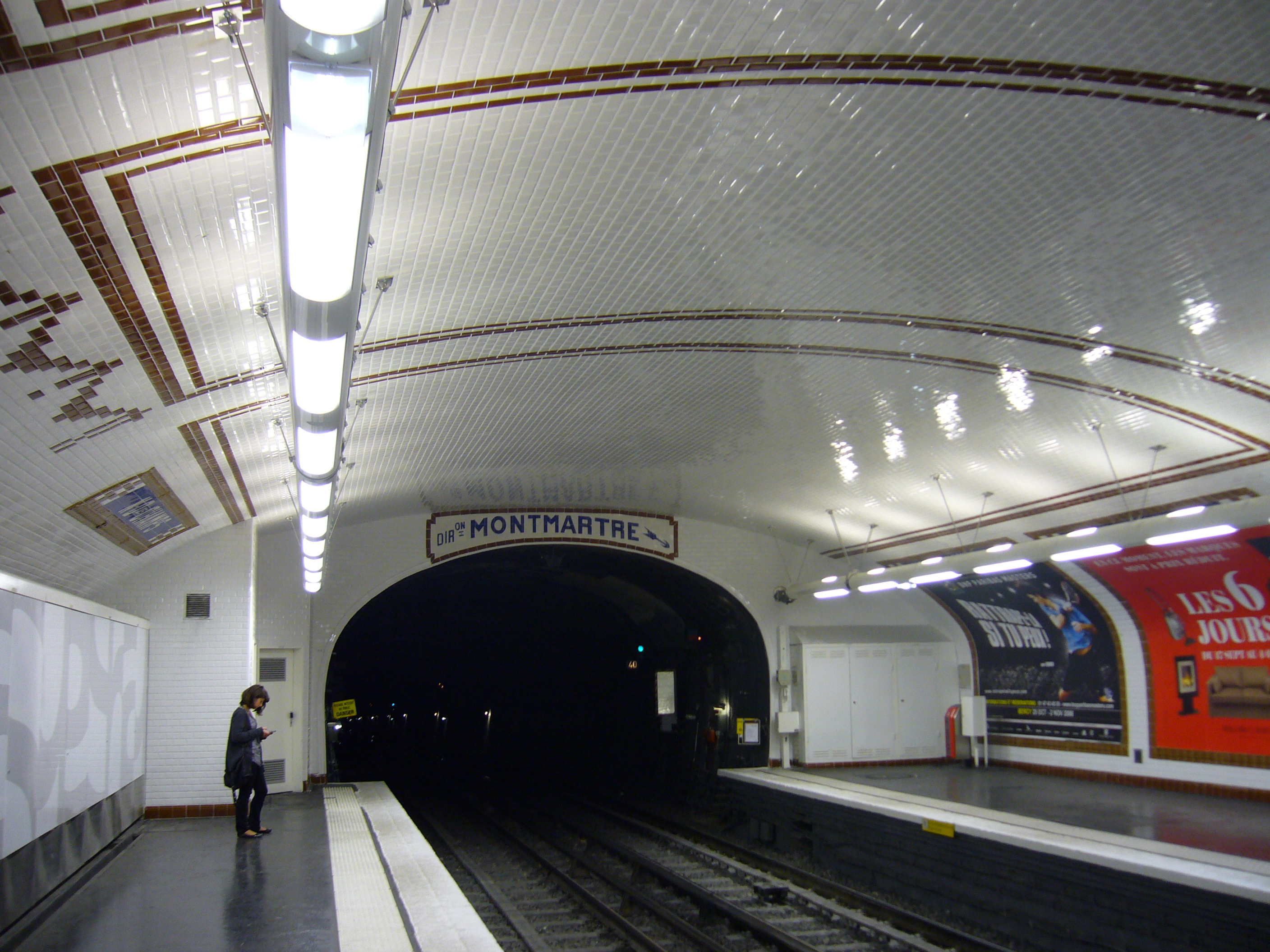
Gewölbte Unterpflasterbahn der Pariser Métro, Station Notre-Dame-des-Champs

Die Métro Paris wurde weitgehend ebenfalls als Unterpflasterbahn errichtet. Die 1900 in Betrieb genommene Linie 1 wurde überwiegend in „Berliner Bauweise“ mit offenen Baugruben erstellt. Um die Behinderungen des Oberflächenverkehrs künftig in Grenzen zu halten, erprobte man den Schildvortrieb, der sich aber nicht durchsetzte. Stattdessen fand fortan vorwiegend die „Belgische Bauweise“ Anwendung, die von der Berliner abwich. Um offene Baugruben zu vermeiden, wurde bergmännisch, meist in geringer Tiefe unter der Straßenoberfläche, ein Pilotstollen geschaffen. Dieser wurde nach beiden Seiten erweitert und zugleich ein stabiles Gewölbe gemauert. Erst dann vertiefte man den Tunnel, wodurch sich das typische Querprofil vieler Pariser Strecken erklärt. Ein Teil der Stationen, beispielsweise der 1909 eröffnete Bahnhof Porte d’Orléans, wurde aber nach wie vor in offener Bauweise erstellt.

## Unterpflasterbahnen in Europa

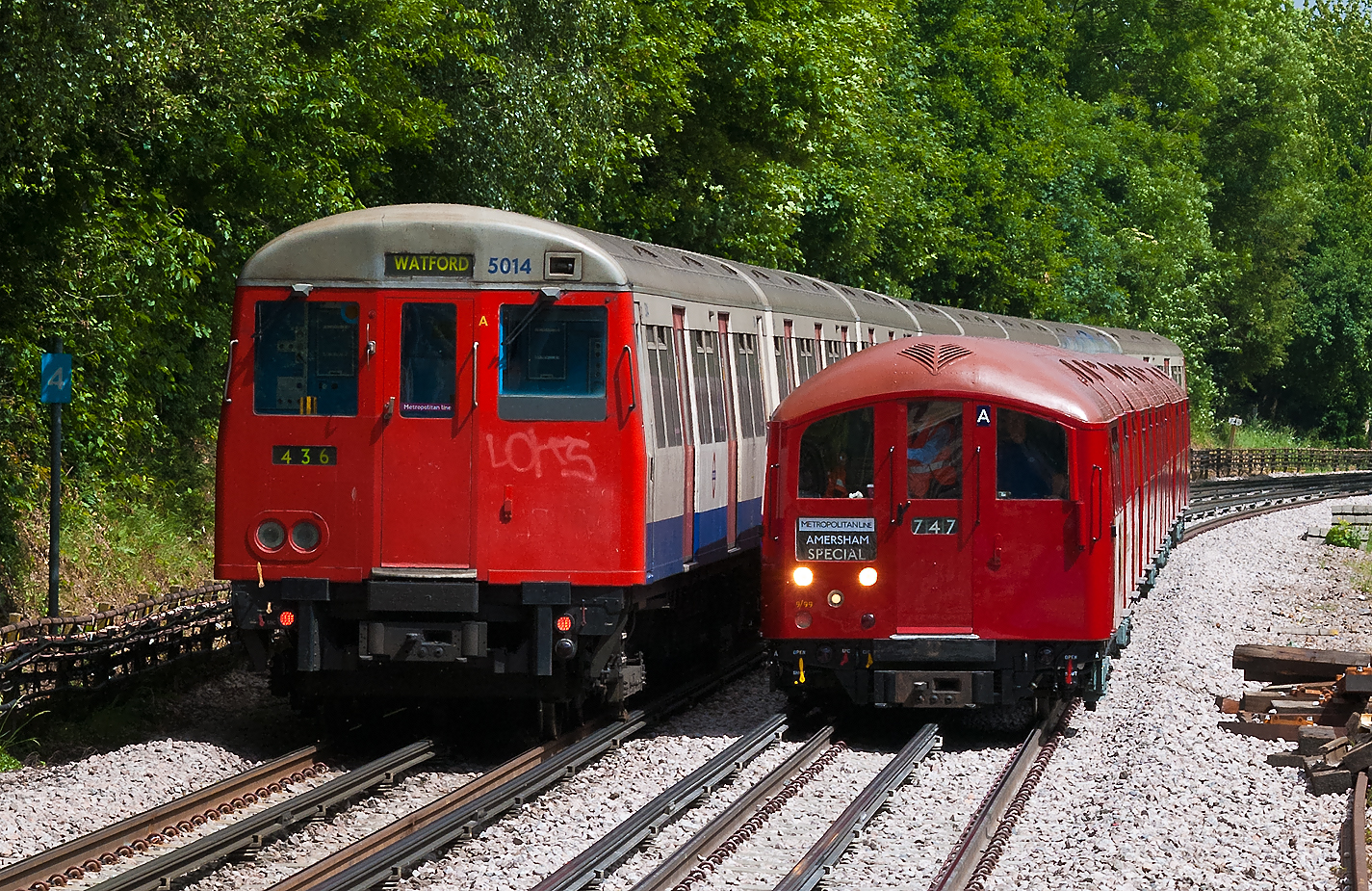
London Underground: Züge unterschiedlicher Profile, links Unterpflasterbahn, rechts Röhrenbahn

In London werden vier U-Bahn-Linien zu den Unterpflasterbahnen (Sub-surface lines) gerechnet, darunter mit der Metropolitan Railway (Abschnitt der heutigen Metropolitan Line) die erste U-Bahn der Welt. Die später gebauten und die Innenstadt querenden Londoner Strecken wurde jedoch als Röhrenbahnen (Tube lines) gebaut. Die beiden Systeme weisen ein deutlich unterschiedliches Lichtraumprofil auf, doch gibt es in London auch im Schildvortrieb aufgefahrene Röhrentunnel mit Sub-surface-Lichtraumprofil.
Die U-Bahn von Glasgow entstand 1896 teilweise als Unterpflaster- und zum Teil als Röhrenbahn.
In Wien sind die Strecken der ab 1898 eröffneten ehemaligen Wiener Dampfstadtbahn, die 1925 in der Wiener Elektrischen Stadtbahn aufging und heute Teil der U-Bahn Wien ist, partiell als Unterpflasterbahn ausgeführt.